# Deutsches Polen-Institut

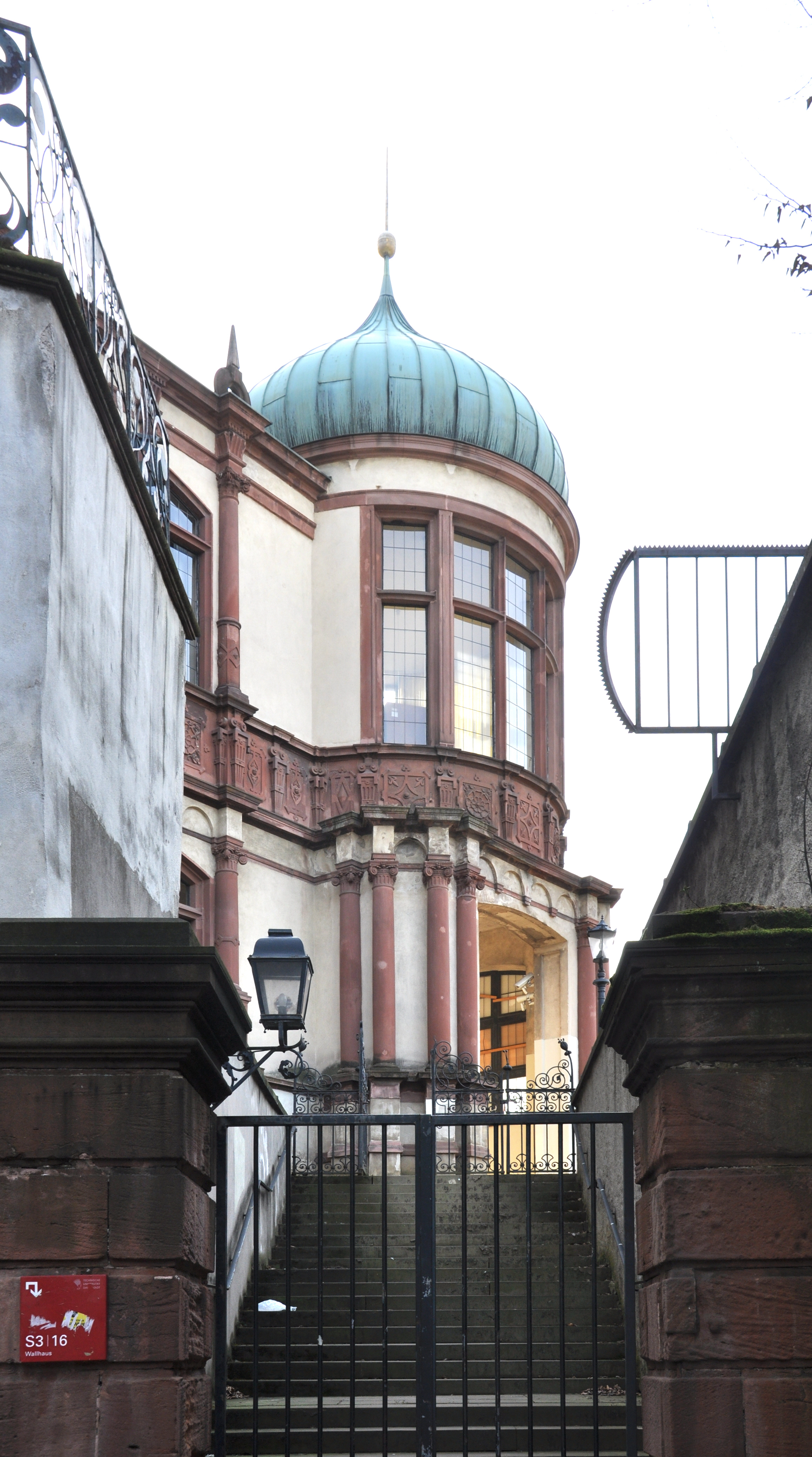
Herrenbau und Eingang zum Deutschen Polen-Institut (2011)

Das Deutsche Polen-Institut wurde 1980 in Darmstadt von Karl Dedecius gegründet. Das Institut trägt mit seinem Programm dazu bei, die gegenseitigen Kenntnisse des Kultur- und Geistesleben von Polen und Deutschen zu vertiefen. Es beschäftigt sich mit polnischer Gesellschaft, Geschichte und Kultur sowie mit den deutsch-polnischen Beziehungen im Kontext der europäischen Integration. Dabei werden Politik, Wissenschaft, breite Öffentlichkeit und Medien angesprochen. Als Nachfolger von Karl Dedecius war von 1999 bis Ende September 2019 Dieter Bingen Direktor des Instituts; ihm folgte sein bisheriger Stellvertreter Peter Oliver Loew als neuer Direktor nach. Präsident ist der frühere Bundesaußenminister Heiko Maas.

## Sitz des Instituts
Seit Februar 2016 ist das Institut in sanierten Räumen im Herrenbau des Darmstädter Schlosses untergebracht. Davor war es ab 1980 auf der Darmstädter Mathildenhöhe im Haus Olbrich und seit 1996 zusätzlich im Haus Deiters beheimatet.

## Aktivitäten
Wissenschaft
Das Deutsche Polen-Institut hat es sich zur Aufgabe gemacht, die in den deutschsprachigen Ländern mit der Erforschung Polens und der deutsch-polnischen Beziehungen befassten Wissenschaftler der unterschiedlichsten Disziplinen stärker zu vernetzen. Als erstes Ergebnis fand Ende Februar 2009 in Darmstadt die erste Tagung „Deutsche Polenforschung“ statt, die knapp 250 Wissenschaftler zusammenführte. Abgesehen hiervon veranstaltet das Institut regelmäßig Fach- und Nachwuchstagungen, meist in Kooperation mit in- und ausländischen Forschungseinrichtungen.
Schule
Seit vielen Jahren ist das Deutsche Polen-Institut im Bereich Schule engagiert. Nachdem Hefte mit Schüler- und Lehrermaterialien zu Polen und den deutsch-polnischen Beziehungen für die Fächer Deutsch (2003), Geschichte (2007) und Gesellschaftskunde (2012) erschienen sind, wurde 2009 ein Lehrwerk „Polnisch als Fremdsprache“ für die deutschen Gymnasien veröffentlicht. Das DPI führt außerdem Lehrerfortbildungen durch. Auf der Internetplattform „Polen in der Schule“ stehen seit 2014 kostenlos Unterrichtsmaterialien für den Schulunterricht zur Verfügung. Neuestes Projekt ist das „Polenmobil“, das deutschlandweit Schulen besucht und Informationen über Polen vermittelt.
Kultur und Öffentlichkeit
Der traditionelle Schwerpunkt des DPI auf der Kulturvermittlung schlägt sich noch im Jahrbuch Polen nieder. Hier wird jeweils ein Schwerpunktthema in essayistischer und literarischer Form vermittelt. Lesungen, Ausstellungen, Podiumsdiskussionen und Vorträge in Darmstadt, aber auch an anderen Orten ergänzen das Programm. Neben der Stiftung Denkmal für die ermordeten Juden Europas ist das DPI seit 2023 an der Konzipierung eines Deutsch-Polnischen Hauses beteiligt.
Politik und Medien
Breite Kreise erreicht das DPI mit den „Polen-Analysen“, einem zweiwöchentlichen per E-Mail verschickten Informationsdienst. Außerdem finden Parlamentarierworkshops statt und das Institut ist bemüht, enge Kontakte zu Politik und Ministerien zu wahren.
Bibliothek und Sammlungen
Das Deutsche Polen-Institut besitzt die größte Spezialbibliothek zu Polen in Geschichte und Gegenwart sowie zu den deutsch-polnischen Beziehungen in Deutschland. Außerdem gibt es verschiedene Archive und Nachlässe.
Nachwuchsförderung
Das Deutsche Polen-Institut vergibt mehrere Forschungsstipendien zur mehrwöchigen Arbeit in den Sammlungen des Instituts. Die interdisziplinäre Sommerakademie sowie Nachwuchstagungen und die Möglichkeit, Praktika zu absolvieren, ergänzen das Angebot.

## Veröffentlichungen
- Von 1982 bis zum Jahr 2000 erschienen im Suhrkamp Verlag 50 Bände der „Polnischen Bibliothek“.
- Denken und Wissen. Eine Polnische Bibliothek – diese zwischen 2003 und 2014 beim Suhrkamp Verlag erschienene Reihe hat das Ziel, durch die Publikation wichtiger polnischer Monographien und Anthologien zu großen Themen des öffentlichen Diskurses in Polen die polnische Wissenslandschaft in den deutschsprachigen Ländern bekannter zu machen.
- Veröffentlichungen des Deutschen Polen-Instituts – eine beim Harrassowitz-Verlag erscheinende Reihe, in der wissenschaftliche Monographien, Tagungsbände und Bibliographien erscheinen so zum Beispiel der Sammelband (Nr. 29) Erwachsene Nachbarschaft. Die deutsch-polnischen Beziehungen 1991–2011.

- Deutsch-Polnische Geschichte – eine bei der Wissenschaftlichen Buchgesellschaft herausgegebene fünfbändigen Reihe zur Geschichte der deutsch-polnischen Beziehungen: [1] Kersken/Wiszewski: Mittelalter, 2020; [2] Bömelburg/Kizik: Frühe Neuzeit, 2014; [3] Hackmann/Kopij-Weiß: 19. Jahrhundert, 2014; [4] Kochanowski/Loew: 1918–1948, 2016; [5] Garsztecki/Malinowski: 1945 bis heute, 2015.
- Die Deutschen und die Polen – Geschichte einer Nachbarschaft. Hrsg. v. Dieter Bingen, Hans-Jürgen Bömelburg, Andrzej Klemt u. Peter Oliver Loew, 2016.
- Jahrbuch des Deutschen Polen-Instituts – erscheint jeweils mit einem Schwerpunktthema im Frühjahr. Es besteht aus Essays und Literatur.
- Polen-Analysen – ein per E-Mail verschickter, zweiwöchentlicher Informationsdienst.
- Reihe Polen in der Gegenwart. Hrsg. von Peter Oliver Loew und Agnieszka Łada-Konefał, 2022–2025. Die Reihe leistet einen Beitrag zu den aktuellen Debatten über Polen und die deutsch-polnischen Beziehungen.[4]

Außerdem veröffentlicht das DPI verschiedene Einzelpublikationen wie Danzig. Alte Stadtansichten, Landkarten, Dokumente. Auswahl aus der Sammlung Tomasz Niewodniczański im eigenen Verlag Deutsches Polen-Institut.